# Corpus de Sang
El Corpus de Sang va ser un avalot ocorregut a Sant Andreu de Palomar el 7 de juny de 1640, Corpus Christi, protagonitzat per un grup de segadors en el marc de descontentament generalitzat al Principat de Catalunya pels costos que estava ocasionant la Guerra dels Trenta Anys (1618-1648). La diada del Corpus de Sang esdevingué punt inicial de la revolta de Catalunya contra el govern del comte-duc Olivares, privat de Felip IV de Castella, i el desencadenant de la Guerra dels Segadors (1640-1659).

## Antecedents
L'any 1640 fou un any decisiu i de greus conseqüències en produir-se, sobretot a partir del mes de maig, un alçament generalitzat de tota la població del principat de Catalunya contra la mobilització, i permanència sobre el país, dels terços de l'exèrcit reial (entrats a Catalunya a causa de la Guerra dels Trenta Anys amb França el 1635) i contra la pretensió que fossin allotjats dins les poblacions. Algunes es negaren a obrir les portes, com Sant Feliu de Pallerols, o Santa Coloma de Farners, on fou enviat l'algutzir reial Miquel de Montrodon per dur a terme la instal·lació dels soldats; en la resistència dels vilatans l'algutzir trobà la mort.

## La revolta dels segadors
La represàlia duta a terme pels terços a Riudarenes (3 de maig) i a Santa Coloma de Farners (14 de maig), on es cremà la vila, desencadenaria un ràpid alçament armat de vilatans i pagesos que, de les comarques gironines, s'estengué cap a l'Empordà, cap al Vallès i cap a Osona i el Ripollès. Els incidents s'iniciaren al carrer Ample quan un magistrat de la Reial Audiència de Catalunya (1493−1716) intentà prendre a un cabdill dels segadors al identificar-lo amb la mort de l'agutzil Miquel de Montrodon. En l'incident el segador quedà malferit i a partir d'aleshores, i amb la connivència d'una bona part de la població local, esclatà l'avalot generalitzat pels carrers de Barcelona. Segons d'altres fonts, la guspira al carrer Ample fou arran d'una baralla entre tres segadors i uns velluters; un d'aquests fou acusat de ser antic criat de l'agutzil Miquel de Montrodon, i davant l'acusació deixà malferit al segador. Ràpidament un grup de 300 segadors es varen dirigir esvalotadament cap al Palau del Virrei Dalmau III de Queralt, comte de Santa Coloma, demanant justícia. La protesta derivà en un tiroteig en el qual va morir un segador; a partir d'aquí el tumult va saquejar diverses cases dels jutges de la Reial Audiència.
«Visca la terra!», «Muiren los traïdors!», «Muira el mal govern!», «Visca lo rei!, nostre senyor» «¡Visca la fe de Crist!», «¡Visca Catalunya i els Catalans!», van ser alguns dels lemes que els segadors cridaren durant la diada religiosa del Corpus Christi del 7 de juny de 1640, que arran dels sanguinaris esdeveniments fets esdevinguts fou conegut com el Corpus de Sang. Els aldarulls es reproduïren a Barcelona durant els dies següents. El balanç es clou amb un total d'entre 12 i 20 morts, majoritàriament funcionaris reials.
| «                                                                                         | Es distingí entre tots els sediciosos un dels segadors, home facinerós i terrible, al qual volent prendre per haver-lo conegut un ministre inferior de la justícia, factura i oficial del Monredon (de qui hem dit va resultar d'aquesta contesa soroll entre els dos) va quedar ferit el segador, a qui ja socorria gran part dels seus. S'esforçaven més i més l'un i l'altre bàndol, però sempre avantatjat el dels segadors. Llavors alguns dels soldats de milícia que guardaven el palau del Virrei, van adreçar-se cap al tumult, donant a tots mes ocasió que remei. A aquest temps trencaven furiosament en crits: uns demanaven venjances, altres més ambicioses la llibertat de la pàtria: aquí se sentia "visca Catalunya i els Catalans". Allí altres clamaven: "Mori el mal govern de Felip". Formidables van ressonar per primera vegada aquestes clàusules en els discrets orelles dels prudents, gairebé tots els que no les pronunciaven, les sentien amb temor, i la majoria no les volguessin haver sentit. El dubte, l'espant, el perill, la confusió, tota era un: per a tot havia la seva acció, i en cada qual cabien tant diferents efectes, només els ministres reials i els de la guerra el esperaven iguals en el zel. Tots esperaven per moments la mort (la plebs furiosa poques vegades s'atura sinó és amb sang), molts sense contenir el seu enuig servien de pregó al furor d'altres, aquest cridava quant aquell feria, i aquest amb les veus d'aquell es va enfurismar de nou. Infamaven els espanyols amb enormes noms, els cercaven amb ànsia i cura, i el que descobria i matava era tingut per valent, fidel i feliç. | » |
| — Francisco Manuel de Melo , Historia de los movimientos, separación y guerra de Cataluña | |   |

## Conseqüències
El Corpus de Sang es va saldar amb la mort d'entre 12 i 20 funcionaris reials segons les fonts, entre les quals el més destacable fou el Virrei, personificació a Catalunya del rei, quan fou caçat mentre intentava fugir en una galera. A partir de Barcelona els aldarulls s'escamparen per altres ciutats com Mataró, Vic i Girona. La mort del virrei de Catalunya, Dalmau III de Queralt, comte de Santa Coloma, marcà però, un punt d'inflexió en el trencament entre el Principat de Catalunya i el projecte uniformista que el comte-duc Olivares volia donar a la Monarquia d'Espanya, desencadenant l'inici de la Guerra dels Segadors.